# Finanzgericht Berlin-Brandenburg

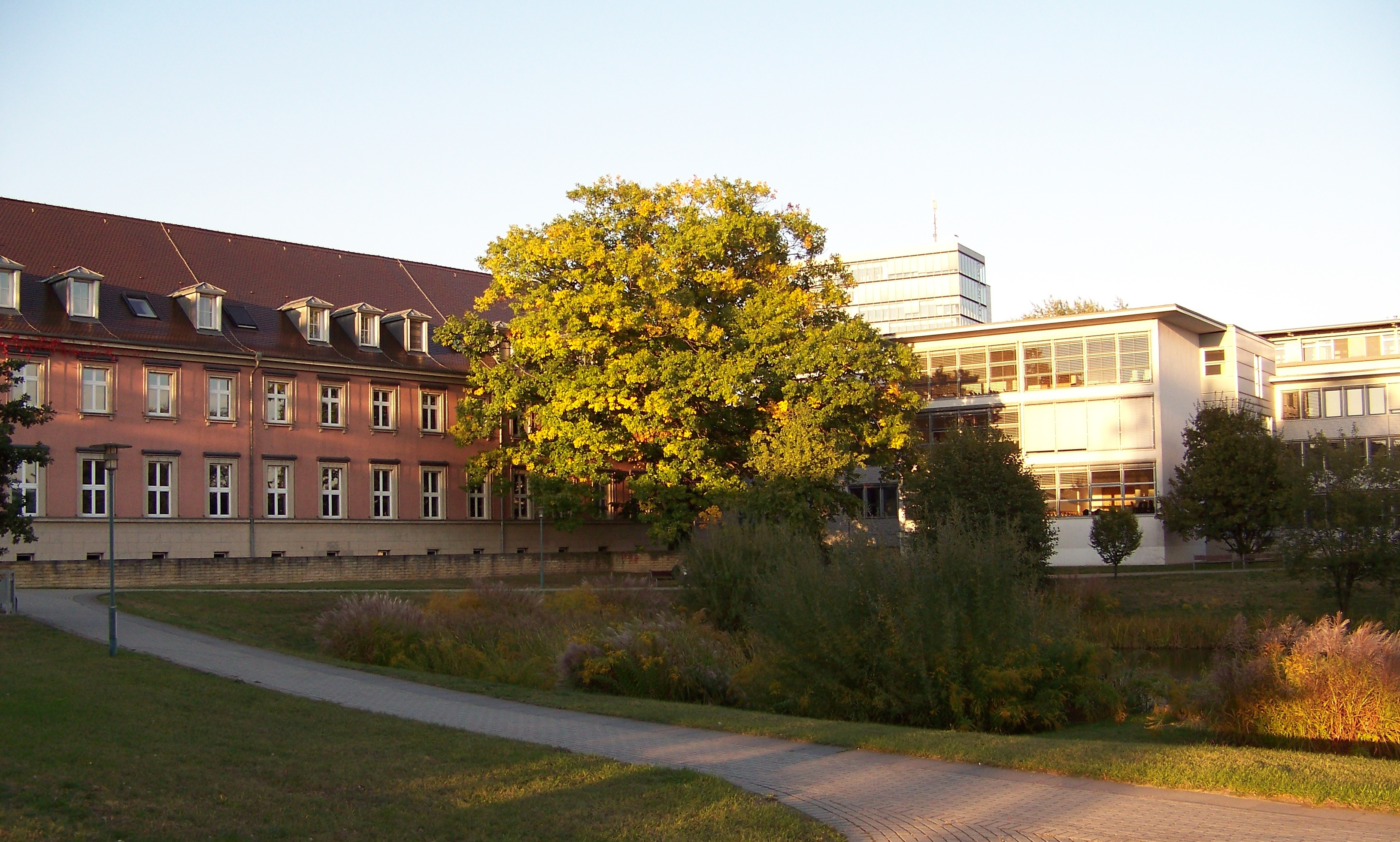
Alt- und Neubautrakt des Finanzgerichts.

Das in Cottbus ansässige Finanzgericht Berlin-Brandenburg ist seit dem 1. Januar 2007 das gemeinsame und einzige obere Landesgericht der Länder Berlin und Brandenburg der Finanzgerichtsbarkeit. Das Finanzgericht ist das für Steuerrechts- und Zollrechtsstreitigkeiten zuständige Gericht. Darüber hinaus entscheidet es auch über Kindergeld, Steuerberatungsangelegenheiten, Eigenheim-, Investitions- und Altersvorsorgezulage. Das Finanzgericht ist ein Fachgericht, das von den Verwaltungsbehörden (Finanzämtern, Zollamt und Familienkasse) ebenso unabhängig ist wie von der Regierung oder dem Gesetzgeber.

## Aufgabe und Instanzenzug
Aufgabe des Finanzgerichts ist es, Steuer- und Zollbescheide sowie Bescheide über Kindergeld, Eigenheim-, Investitions- oder Altersvorsorgezulage auf ihre Rechtmäßigkeit zu überprüfen. Das Finanzgericht kann jedoch grundsätzlich nicht sofort nach Ergehen eines Bescheids angerufen werden. Zunächst muss regelmäßig ein außergerichtliches Vorverfahren (Einspruchsverfahren) durchgeführt werden. Im Anschluss an den Erlass einer Einspruchsentscheidung durch die Behörde kann das Finanzgericht angerufen werden. Klagen und Anträge können schriftlich oder persönlich zur Niederschrift der Urkundsbeamtin des Finanzgerichts eingereicht werden. Darüber hinaus regelt § 52a Finanzgerichtsordnung (FGO) die Voraussetzungen für eine elektronische Übermittlung von Dokumenten an das Finanzgericht. Eine Klageerhebung oder Antragseinreichung per einfacher E-Mail ist nicht möglich.
Das Finanzgericht Berlin-Brandenburg ist zwar gemäß § 2 FGO ein oberes Landesgericht, gleichwohl jedoch als Eingangsgericht in erster Instanz und damit als einzige Tatsacheninstanz tätig. Ihm übergeordnet ist der Bundesfinanzhof in München.
Die Entscheidungen des Finanzgerichts können im Revisionsverfahren durch den Bundesfinanzhof überprüft werden, wenn das Finanzgericht die Revision zugelassen hat. Andernfalls steht dem Bürger das Verfahren der Nichtzulassungsbeschwerde offen. Das Finanzgericht kann unter den Voraussetzungen der §§ 69 und 114 FGO auch im sogenannten vorläufigen Rechtsschutz über die Aussetzung der Vollziehung von Verwaltungsakten oder den Erlass einer einstweiligen Anordnung entscheiden. Eine Beschwerde zum Bundesfinanzhof ist in diesen Verfahren nur möglich, wenn das Finanzgericht die Beschwerde zugelassen hat.

## Organisation und Geschäftsverteilung
Das Finanzgericht verfügt über 17 Senate als Spruchkörper. Es ist damit nach der Anzahl der Senate das größte deutsche Finanzgericht. Ein Senat entscheidet gemäß § 5 Abs. 3 FGO in mündlicher Verhandlung, in bestimmten Fällen auch außerhalb mündlicher Verhandlung, jeweils in der Besetzung mit drei Berufsrichterinnen oder Berufsrichtern und zwei ehrenamtlichen Richterinnen oder Richtern. Bei Beschlüssen, die insbesondere im vorläufigen Rechtsschutzverfahren ergehen, entscheiden nur die drei Berufsrichterinnen oder Berufsrichter eines Senats.
Der Geschäftsverteilungsplan legt zu Beginn eines jeden Jahres fest, welcher Senat für welchen Fall zuständig ist. Über den Geschäftsverteilungsplan entscheidet das Präsidium des Finanzgerichts, das neben dem Präsidenten aus acht gewählten Präsidiumsmitgliedern (Richterinnen und Richtern) besteht.

## Leitung
- 2007–2014: Claus Lambrecht, Gründungspräsident
- 2014–2016: Präsidentschaft vakant
- Seit 2016: Thomas Stapperfend

## Gerichtssitz
Untergebracht ist das Finanzgericht Berlin-Brandenburg im Behörden- und Gerichtszentrum in Cottbus. Die Anschrift des Gerichtes lautet: Von-Schön-Straße 10, 03050 Cottbus.

## Geschichte
Das Finanzgericht Berlin-Brandenburg wurde durch den Staatsvertrag über die Errichtung gemeinsamer Fachobergerichte der Länder Berlin und Brandenburg vom 26. April 2004 zum 1. Januar 2007 errichtet.
Zuvor verfügte jedes Land über ein eigenes Finanzgericht.
In Berlin wurden zunächst spezielle Kammern für Steuerrechtssachen beim Verwaltungsgericht Berlin errichtet. Durch die Einführung der Finanzgerichtsordnung wurde die Finanzgerichtsbarkeit von 1966 an verselbstständigt. Entsprechend wurde für Berlin (West) das Finanzgericht Berlin errichtet. Das Gericht hatte seinen Sitz zuletzt in der Schönstedtstraße, Berlin (Wedding).
In Brandenburg, auf dem Gebiet der ehemaligen DDR, sollten zunächst ebenfalls Landesfinanzgerichte bei den Landesfinanzdirektionen errichtet werden. Die Finanzgerichte wurden aber tatsächlich nicht errichtet. Stattdessen wurde 1952 ein Nachprüfungsverfahren in der Abgabenverwaltung eingeführt. Nach der Wiedervereinigung Deutschlands wurde im Land Brandenburg zu Beginn des Jahres 1993 das Finanzgericht des Landes Brandenburg mit Sitz in Cottbus errichtet, da sich in Cottbus auch der Sitz der neu errichteten Oberfinanzdirektion des Landes befand.